# 신정고등학교 (울산)
신정고등학교(新亭高等學校)는 대한민국 울산광역시 남구 신정동에 위치한 공립 고등학교이다.

## 학교 연혁
- 1973년 12월 26일 : 우석고등학교 설립인가(7학급)
- 1974년 3월 11일 : 개교(학교 법인 울산육영회)
- 1977년 1월 8일 : 제1회 졸업식(졸업생 421명)
- 1982년 3월 1일 : 울산남고등학교로 교명 변경(공립학교로 전환)
- 1999년 3월 1일 : 신정고등학교로 교명 변경
- 2004년 9월 30일 : 신축 건물 및 청솔관 준공
- 2007년 2월 26일 : 현 교사(校舍) 완공
- 2008년 12월 18일 : 44학급(특수학급 증설) 인가
- 2013년 4월 19일 : 본관교사·기숙사·인조잔디장 개장식
- 2023년 2월 7일 : 인공지능(AI)교육 선도학교 선정
- 2023년 3월 6일 : 학점제형 학교공간조성사업 완료
- 2024년 1월 4일 : 디지털 선도학교 선정
- 2024년 9월 1일 : 제22대 이인걸 교장 취임
- 2025년 2월 6일 : 제49회 졸업식, 총 졸업생 수 23,967명
- 2025년 3월 4일 : 제52회 입학식(신입생 255명)

## 참고 자료
- 신정고등학교 - 한국교육학술정보원 학교알리미